# Борзівське нафтогазове родовище
Борзівське нафтогазове родовище — належить до Індоло-Кубанської нафтогазоносної області Південного нафтогазоносногу регіону України.

## Опис
Розташоване на березі Керченської протоки на відстані 12 км від м. Керчі.
Знаходиться в межах Булганацько-Фонталівської зони піднять у приосьовій частині Індоло-Кубанського прогину. Борзівська складка, яка являє собою асиметричну брахіантикіналь широтного простягання 2,9х2,0 м, амплітуда до 300 м, була виявлена у 1888 р. Розвідана у 1929, 1932, 1940, 1948-50, 1964, 1982-84 рр. Перший приплив газу одержаний з верхньої частини чокрацького горизонту в 1948-50 рр. У 1982-84 рр. з цього ж горизонту в інтервалі 502—509 м отримано приплив нафти з газом.
Поклад пластовий, склепінчастий, тектонічно екранований. Режим покладу — газової шапки і водонапірний. Колектори порово-тріщинного типу, складені органогенно-детритовими оолітовими вапняками і піщанистими мергелями з тонкими прошарками дрібнозернистих пісковиків та пісків. Запаси початкові видобувні категорій А+В+С1 — 24 тис.т нафти. Густина дегазованої нафти 560 кг/м³.